# Том и Джери: Филмът
„Том и Джери: Филмът“ (на английски: Tom and Jerry: The Movie) е американска анимация от 1992 г., базиран на героите Том и Джери, създаден от Уилям Хана и Джоузеф Барбера, продуциран и режисиран от Фил Роман, по сценарий на Денис Маркс (който също е сценарист на някои епизоди на „Том и Джери хлапаци“ (Tom and Jerry Kids) по това време), озвучаващия състав се състои от Ричард Кайнд, Дейна Хил (в последната ѝ роля във филма), Анди Макафи, Тони Джей, Рип Тейлър, Хенри Гибсън, Майкъл Бел, Ед Гилбърт, Дейвид Ландър, Хауърд Морис и Шарлот Рей.
Това е първият театрален пълнометражен анимационен филм с участието на двойката котка и мишка, както и завръщането им на големия екран след 25 години. Макар и до голяма степен ням в оригиналните карикатури, дуетът говори през целия този филм. Джоузеф Барбера, съосновател на Hanna-Barbera и съ-създател на Том и Джери, служи като творчески консултант на филма. Филмът разказва историята на малко момиче на име Робин Старлинг, което привлича помощта на Том и Джери (за което оставят различията си настрана, след като домът им е разрушен), за да избяга от злата си обидна леля и да се събере със своя изгубен и предполагаемо мъртъв баща.
След световната си премиера в Германия на 1 октомври 1992 г., „Том и Джери: Филмът“ излиза театрално в САЩ на 30 юли 1993 г. от Miramax Films. Филмът получи отрицателни отзиви от критиците за своя сюжет, липса на фокус върху титулярното дуо с дадения им диалог, герои, режисура, музикални номера и по-голямата част от неговата неверност към изходния материал с опити за осребряване на Ренесанса на Дисни (Disney Renaissance), докато възхвалявайки анимацията и музикалната партитура на Манчини. Това също беше провал на касата, спечелил едва около 3,6 милиона долара при бюджет от 3,5 милиона долара.

## Сюжет
Внимание:  Текстът по-долу разкрива сюжета на произведението (или части от него)!
Том и Джери живеят заедно в една къща, когато стопанката им решава да се преместят. Том се е приготвил и качил в превозното средство, с покъщнината, когато вижда Джери, който също иска да се премести заедно с котката. Том е недоволен от това и слиза от превозващия камион като кара Джери обратно в къщата и го заковава в дупката му. Когато котката се връща навън, за да се качи отново на камиона, той е заминал. Том започва да го гони, но тогава е спрян от куче и докато двата врагове се гонят, котката изгубва напълно дирите на превозващото средство. Том се скрива от кучето в стария си дом, където пренощува, заедно с Джери. На другата сутрин разрушителен кран започва събарянето на къщата. Том спасява Джери от отломките, но двамата остават без дом. Том и Джери преминават през улиците, търсят подслон и храна през целия ден, но не ги намират. Вечерта, в една алея, те се натъкват на едно бездомно куче на име Пъгси и приятелят му, Франки, които учат Том и Джери да се сприятелят. Пъгси осигурява вечерята на цялата група, но малко след това е заловен от двама бандити, осигуряващи животни за лоши цели на доктор. Том и Джери се натъкват на група улични котки, които ги подгонват. След като се измъкват мишката и котката намират избягало от дома си момиче, наречено Робин. Момичето нахранва Том и Джери и им разказва за тъжната си история – сираче, което се отглежда от леля си, която се отнася зле с момичето и се интересува само от пари. Том и Джери се опитват да убедят Робин, че дълбоко в себе си леля ѝ я обича. В къщата на момичето, лелята плаче на рамото на полицая и я обявява за издирване, но всъщност тя плаче защото ако момичето го няма тя няма как да вземе попечителските пари. Полицаят намира Робин и я закарва вкъщи, където остава, заедно с Том и Джери. Момичето е наказано гладно, а на гостите (Том и Джери) е сервирана най-ужасната храна. Котката и мишката не се оставят, като се качват на обилно отрупаната трапеза и се угощават, въпреки че кучето на леля Фиг, Фердинанд, което разрушава кухнята и застрашава пребиваването на Том и Джери в нея, иска да им попречи. Фиг разбира, че бащата на Робин е жив в Тибет. Лелята не иска племенницата ѝ да научи за това и хвърля телеграмата близо до запалената камина. Джери я измъква и се опитва да я занесе на Робин, но телеграмата отново е взета от Фиг, която залавя котката и мишката и ги отнася при доктор Слитфайс, който се оказва докторът, който е заловил Пъгси. Том и Джери отново са заедно с Пъгси и Франки, но са затворени в клетки. Джери се освобождава успешно през мрежата и отваря вратите на всички заловени домашни животни. След като Том и Джери са отново свободни те се заемат с мисията да съобщят на Робин за баща ѝ и те успяват. Робин бяга от дома си отново, заедно с Том и Джери, но малко по-късно леля Фиг разбира за това и започва да я търси. Робин и новите ѝ приятели се измъкват на косъм от Фиг. Тримата се качват на сал и започват да плават по течението на реката. Когато най-малко очакват сала им е разтрошен от кораб. В страха от загубата на пари, Фиг обявява върху кутии от мляко племенницата си за изчезнала с награда от 1 милион щатски долара. Бащата на Робин разбира, че дъщеря му е избягала и започва да я търси. Извадена от реката, Робин е настанена, подсушена и нахранена от капитан Киди. Том и Джери се натъкват на същия бряг, където намират медальона на момичето. Капитан Киди вижда обявата на кутията от мляко и се обажда на Фиг, която междувременно се кара със Слитфайс, който се оплаква от разрушения си от Том и Джери бизнес. Слитфайс подслушва разговора на Фиг и Киди и тръгва към Карнавала на капитан Киди преди лелята на Робин. Започва състезание, в което Фиг и Слитфайс се изпреварват за наградата. За да задържи Робин Киди я качва на своето виенско колело и я издига чак до върха му, където то е спряно от капитана. Междувременно бащата на Робин се качва на хеликоптер и продължава търсенето на детето си. Джери разсейва Киди, докато Том се опитва да свали Робин от върха на виенското колело. В този момент пристигат Фиг и двамата бандити, които помагат на Слитфайс, който е изгонен от колата. Всички започват да преследват Том, Джери и Робин, но те се качват на малко корабче и се измъкват. След дълга гонитба котката, мишката и момичето се озовават при хижа, която е построена специално за Робин. Там тримата приятели попадат в капана на Фиг. Нещата се объркват и хижата се запалва. Фиг, адвоката и кучето ѝ се спасяват, а момичето е спасено от баща си. Том и Джери също се спасяват и заживяват в богатата къща на Робин.

## Актьорски състав
- Ричард Кайнд – Том
- Дейна Хил – Джери
- Анди Макафи – Робин
- Шарлот Рей – Леля Фиг
- Хенри Гибсън – Д-р Слитфайс
- Ед Гилбърт – Таткото на Робин и Пъгси
- Дейвид Ландър – Франки
- Тони Джей – Ликбут
- Рип Тейлър – Капитан Киди
- Хауърд Морис – Говорещата кукла-папагал на Киди
- Майкъл Бел – Фердинанд и Бандит №1
- Сидни Лейсик – Бандит №2
- Реймънд Маклауд, Мичъл Мур и Скот Уожан – Уличните котки
- Дон Месик – Друпи
- Би Джей Уорд – Стопанката на Том
- Грег Бърсън – Хамалин
- Тино Инсана – Полицай

## Продукция

### Развитие
Имаше многобройни опити да се направи пълнометражен филм на Том и Джери, главно през 70-те години на миналия век след успешните повторения на оригиналните анимационни филми и излъчванията на новите телевизионни анимационни версии (макар че в златната ера на анимациите имаше опити за възможни опити). Чък Джоунс, който преди това е работил върху неговите герои в студиото му MGM Animation/Visual Arts, е искал да направи филм на Том и Джери, но по-късно е включил идеята, тъй като не е намерил подходящ сценарий, с който да работи.
Сред опитите (с участието на Джоунс) беше, когато MGM искаше да направи пълнометражния филм с живо действие с Дейвид Нюман (един от сценаристите, който написал „Бони и Клайд“), за да напише сценария, а Дъстин Хофман и Чеви Чейс да играят ролята на дуото, но някъде по-късно идеята беше отложена.
В края на 80-те години Фил Роман и неговата компания Film Roman успяват да възродят опитите за създаване на анимационен филм с участието на дуото след опита му в режисирането на анимационните специални филми с участието на друг популярен анимационен котарак Гарфилд, както и любовта му към оригиналните анимации на Том и Джери. Това даде възможност да стане първият театрален анимационен филм за Film Roman и първата му (и единствена) режисьорска роля за театрален анимационен филм, след като режисира телевизионния филм „Гарфилд: Неговите девет живота“ (Garfield: His 9 Lives), с Джоузеф Барбера на борда като консултант. Една от редките опции, които екипажът е решил да предприеме, е в различна посока и нещо ново в представянето на дуета, като им дава плавен диалог, тъй като те смятат, че по-голямата част от публиката ще се почувства отегчена или незаинтересована от повтарящия се ням аспект.
В ранното развитие на сценария от Денис Маркс, някои от неговите диалози и действия в други сцени, включително главните герои, говорещи в началото, преди да се срещнат с Пъгси и Франки, трябваше да бъдат извадени. Първоначално комедийната сцени преди по-нататъшните събития от дуото говори беше изготвена като пролог и почит към оригиналните анимационни филми преди надписите, но по-късно беше решено да се откаже от идеята и частично заменена от анимираните сцени с шлемници по време на надписите за напред към ситуациите за историята.

## Анимация
Аниматорите за „Том и Джери: Филмът“ включва Ерик Томас, Арт Роман, Дъг Франкел, Тони Фусил, Стивън Е. Гордън, Лесли Горин, Дан Хаскет, Брайън Робърт Хоган, Габи Пейн, Ървен Спенс и Арни Уонг. Известна анимация беше възложена на Wang Film Productions в Тайван, където Джеймс Мико и Аундре Кнътсън бяха като надзорни режисьори. Допълнителната анимация беше осигурена от The Baer Animation Company и Creative Capers Cartoons. Компютърната анимация за превозните средства е осигурена от Kroyer Films.

## „Том и Джери: Филмът“ в България
В България филмът е разпространен на VHS от Мулти Видео Център през 1997 г. с първи български войсоувър дублаж. Екипът се състои от:
| Превод              | Тония Юхновска                                                |
| Озвучаващи артисти  | Ива Апостолова Силвия Русинова Станислав Пищалов Борис Чернев |
| Тонрежисьор         | Румяна Гунинска                                               |
| Режисьор на дублажа | Добромир Чочов                                                |

През 2009 г. е излъчен за първи път по Diema Family с втори български дублаж на Диема Вижън, чийто име не се споменава. Екипът се състои от:
| Озвучаващи артисти  | Ани Василева Лиза Шопова Николай Николов Димитър Иванчев |
| Преводач            | Елена Ценкова                                            |
| Тонрежисьор         | Венцислав Станков                                        |
| Режисьор на дублажа | Димитър Кръстев                                          |

Филмът се излъчва на 7 януари 2013 г. по Cartoon Network. с трети български дублаж  на студио Александра Аудио, който е насинхронен. На 23 декември 2013 г. Super 7 започва повторно излъчване с четвърти войсоувър дублаж.